# Гілоцереус
Гілоцереус, плодоносний кактус (Hylocereus) — рід епіфітних повзучих чагарнико-подібних рослин з родини кактусові (Cactaceae). Рід включає 18 видів, за іншими даними 20 видів. Сучасні дослідження молекулярної філогенетики показують, що Hylocereus не становить однієї клади, тобто її види походять від різних предків. Деякі види гілоцереус формують одну кладу з селеніцереус). Тому ймовірно ці роди буде реорганізовано після подальших досліджень.

## Будова

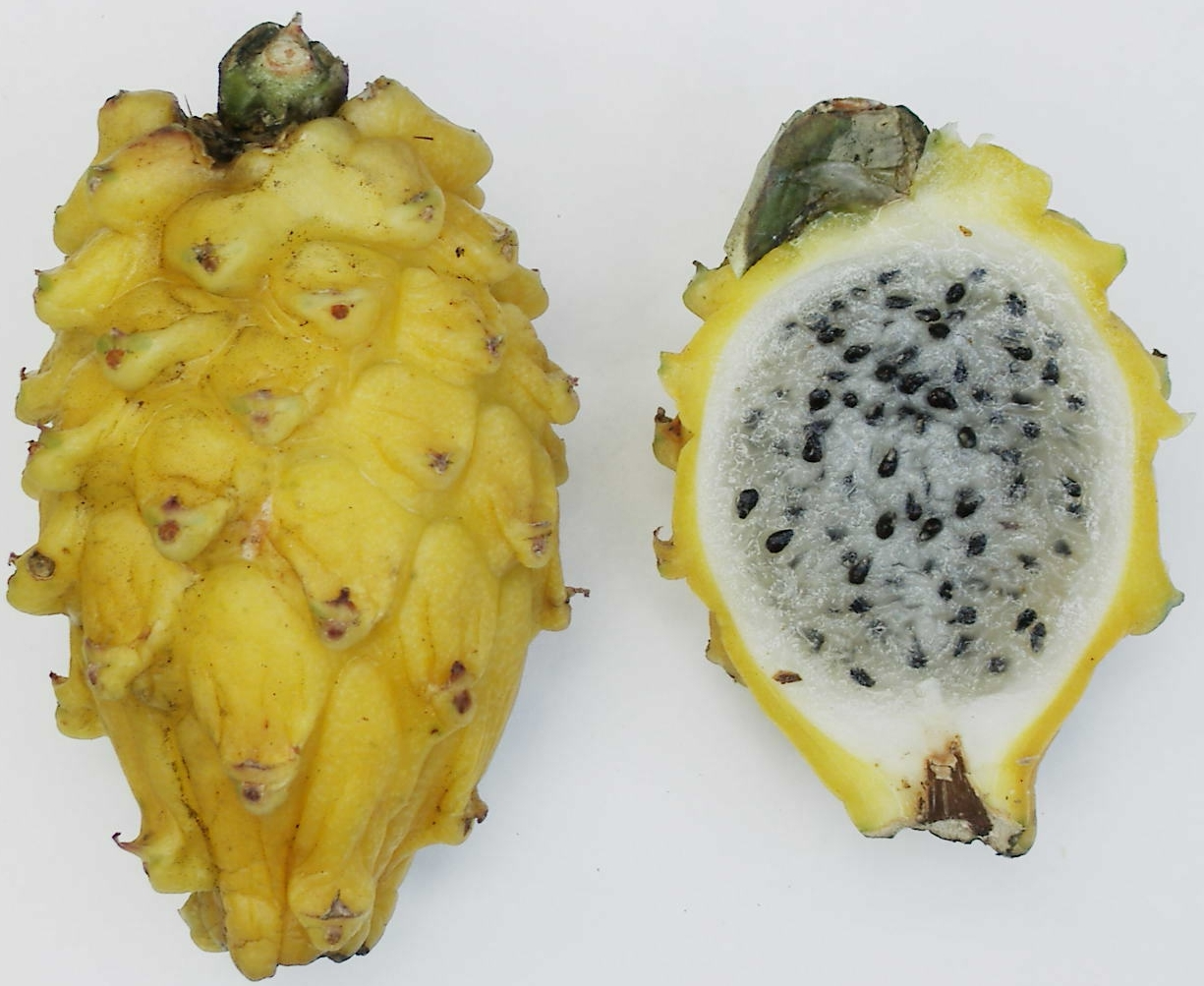
Плоди Hylocereus megalanthus

Довгі тригранні стебла досягають до 10-12 м довжини. На стеблах є додаткові коріння, якими рослина може розмножуватися, утворюючи великі чагарники. Колючки м'які короткі (0,1-1 см завдовжки), у деяких видах зовсім відсутні.
Білі воронкоподібні квіти, діаметром 10-30 см, розпускаються вночі. Це одні з найбільших квітів у родині Кактусові. У Hylocereus polyrhizus квітки в діаметрі сягають 40 см. Плоди вкриті лусками. Плід Hylocereus undatus має білу м'якоть та маленьке чорне насіння.

## Види
- Hylocereus calcaratus
- Hylocereus costaricensis
- Hylocereus escuintlensis
- Hylocereus megalanthus
- Hylocereus minutiflorus
- Hylocereus monacanthus
- Hylocereus ocamponis
- Hylocereus setaceus
- Hylocereus stenopterus
- Hylocereus triangularis
- Hylocereus trigonus
- Hylocereus undatus

## Використання
Плоди деяких видів можна їсти. Широковідомі під назвою «Пітайа» та «Фрукт-дракон». Не зважаючи на красивий вигляд, м'якоть плодів не має визначеного смаку. В домашніх умовах вирощують Гілоцереус хвилястий (Hylocereus undatus) та Гілоцереус трикутний (Hylocereus triangularis).